# Goteta proteica

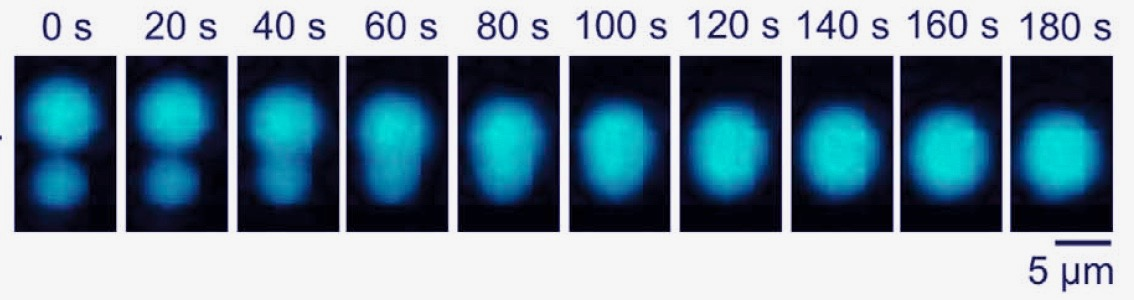
En aquesta seqüència d'imatges es pot observar com s'uneixen dos gotetes proteiques que inicialment estaven separades per a acabar formant una única goteta. Aquest mateix procés és el que té lloc a les cèl·lules quan dos gotetes estan en contacte al citosol.

El terme goteta proteica (en anglès protein droplet) s'utilitza per denominar agregats proteics presents en moltes cèl·lules i formats, sembla ser, a causa dels dominis de baixa complexitat d'algunes proteïnes. Aquests provoquen un tipus de canvi d'estat anomenat separació de fase líquid-líquid i l'aglomeració de proteïnes passa a comportar-se com un líquid (anomenat liquid droplet). A tall d'exemple, seria un comportament similar al d'una gota d'oli en aigua, o a la separació de fases de l'oli i el vinagre que ocorre espontàniament quan es deixa en repòs una emulsió de tots dos (vinagreta).
Les gotetes proteiques ja s'havien observat fa anys i ja se'n coneixia l'existència, però darrerament han començat a sorgir articles i estudis que exposen la funció biològica de les gotetes proteiques tant en aspectes fisiològics dins la cèl·lula com en les seves implicacions en diferents patologies, moltes d'aquestes qualitats patològiques eren gotetesdesconegudes fins al moment. Aquestes estructures abunden en les neurones i, per això, s'està estudiant el seu paper en moltes neuropatologies i malalties relacionades amb l'envelliment cel·lular.

## Biogènesi i estructura
La compartimentalització en les cèl·lula eucariotes és essencial per a coordinar les diferents reaccions bioquímiques en el medi intracel·lular. En la majoria dels casos s'aconsegueix per mitjà de membranes, però també hi ha un gran nombre d'estructures (nuclèol, centrosomes, paraspeckles, grànuls d'ARN, grànuls d'estrès, cossos P o cossos de Cajal) que no tenen una frontera definida, però que tot i així existeixen com a fases diferenciades del plasma cel·lular o del nuclear. La formació d'aquests "orgànuls sense membrana" o condensats biomoleculars –que generalment tenen un cert comportament fluid– s'ha relacionat cada cop més amb la separació de fase líquid-líquid, i també és el cas en la formació dels condensats de proteïnes que comunament anomenem gotes proteiques.
Ara bé, no totes les proteïnes poden organitzar-se en aquestes gotes, ja que el requisit principal per a la separació de fase és tenir alguna propietat estructural que confereixi un caràcter amfipàtic a la molècula. La immensa part de les proteïnes capaces que s'han observat experimentalment fins al moment són del grup de les intrínsecament desestructurades (o bé tenen regions desordenades), i dins d'aquestes la majoria són ribonucleoproteïnes (RNA-binding proteins Arxivat 2018-10-21 a Wayback Machine.).
Exemples: TDP-43, alfa-sinucleïna, cGAS, FUS, tau, hnRNPAs, sinapsina, etc.

### Proteïnes intrínsecament desestructurades
Un dels paradigmes més estables en la bioquímica, fins no fa gaire, era que l'estructura tridimensional d'una proteïna determina la seva funció. No obstant això, en molts casos, es trobaven parts de les proteïnes que no tenien una estructura discernible, i fins i tot proteïnes senceres sense estructura però completament funcionals. Finalment es va establir el concepte de proteïna intrínsecament desordenada (IDP, de l'anglès intrinsically disorded protein), i en l'actualitat es calcula que un terç de les proteïnes humanes són desestructurades o bé tenen segments desestructurats significatius (IDR, intrinsically disorded regions).
| «                                                                                                 | La majoria de patrons estructurals indicats en aquest capítol reflecteixen dues normes senzilles: (1) els residus hidrofòbics estan reclosos a l'interior de la proteïna i (2) el nombre de ponts d'hidrogen i interaccions iòniques intramoleculars es maximitza per reduir el nombre de grups no aparellats. Les proteïnes de membrana i les proteïnes intrínsecament desordenades o amb segments intrínsecament desordenats segueixen normes diferents. | » |
| — David L. Nelson and Michael M. Cox, Lehninger Principles of Biochemistry, 6th Edition (4.1-116) | |   |

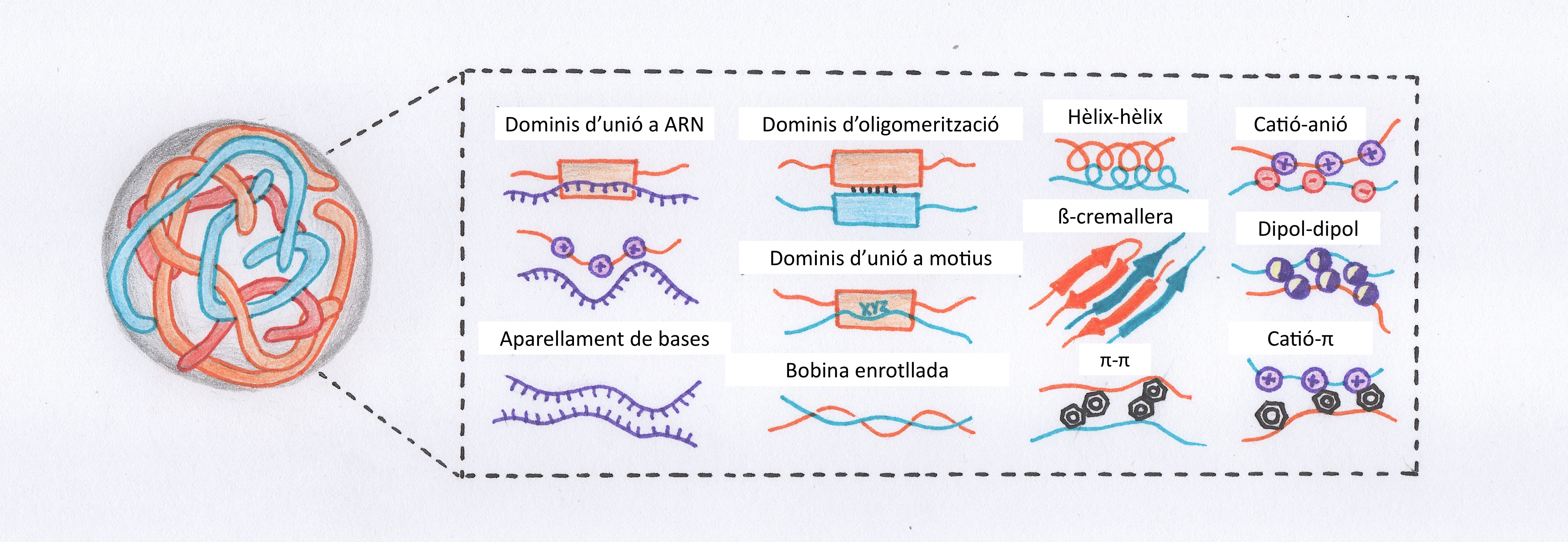
Interaccions que poden donar-se entre les proteïnes de les gotes en la separació de fase (o amb d'altres molècules que pugui haver a l'interior) segons la seva seqüència d'aminoàcids i conformació.

Les IDP tenen propietats biofísiques i bioquímiques diferenciades de la resta. No tenen un nucli hidrofòbic, i en canvi tenen una gran densitat d'aminoàcids amb càrrega (Lys, Arg, Glu), a més de residus de prolina que tendeixen a desfer estructures ordenades. Però el més significatiu és la presència generalitzada de segments compostos a base d'un o pocs aminoàcids, que s'han denominat dominis de baixa complexitat (LCD, low complexity domains) o fins i tot prion-like domains, per la seva similitud amb les proteïnes priòniques pel que fa a l'auto-propagació de l'agregació. L'avantatge principal de les IDPs és que poden adoptar múltiples conformacions i que, per tant, també són diversos els possibles contactes que poden establir. Els aminoàcids amb càrrega, els grups aromàtics –amb orbitals π–, les regions de baixa complexitat i la presència afegida d'ARN afavoreixen especialment la separació de fase, però també solen haver-hi interaccions entre els dominis amb estructura secundària (alfa o beta).

### Definició de goteta proteica
Com a referència bàsica, s'ha definit experimentalment que es poden considerar gotetes proteiques les agregacions de proteïnes que compleixin els següents requisits:
| Forma esfèrica | Capacitat de difusió | Comportament fluid |
| --- | --- | --- |
| En condensar-se les proteïnes, tendeixen a ocupar la mínima àrea superficial per volum: l'única estructura que ho permet és l'esfera. | Una gota proteica ha de permetre el moviment de les proteïnes al seu interior i, generalment, també l'entrada i sortida d'altres molècules (àcids nucleics o proteïnes associades) | Dues gotes pròximes poden fusionar-se formant-ne una de nova. Davant d'un flux extern es desplacen i deformen com un fluid qualsevol. |
| Imatges de microscopia electrònica | Redistribució ràpida després del blanquejament (FRAP) | Gravacions «in vivo» del moviment de les gotes                                                                                        |

## Factors estimulants o inhibidors
L'interès biològic d'aquestes gotes es deu principalment al fet que la separació de fase líquid-líquid és un procés reversible, i que la seva formació o desmantellament pugui produir-se com a resposta a processos de senyalització o bé quan es donen unes condicions determinades. D'aquesta manera, les proteïnes poden organitzar-se o bé desorganitzar-se segons la situació ho requereixi. Tot i que no són universals, alguns dels factors que poden regular la separació de fase de proteïnes són:
- La concentració: És el factor regulador principal. Condicionen la formació de gotes tant la concentració de la proteïna principal com la concentració de molècules específiques en cada cas que modulin la seva funció. Per exemple, l'alta concentració de tubulina estimula la formació de gotes de la proteïna tau durant l'assemblatge del fus mitòtic. Per altra banda, un medi congestionat qualsevol –per addició de sals o polisacàrids, per exemple– també en pot accelerar la formació.

- Les situacions d'estrès: L'estrès oxidatiu, les variacions de pH, l'estrès per calor i d'altres alteracions sobtades acostumen a induir la ràpida formació de gotes proteiques, de manera que es pot observar amb claredat tant in vitro com in vivo l'aparició de les gotetes en la cèl·lula quan s'aplica qualsevol d'aquests canvis (veure vídeos).[6] >

- Les mutacions: L'alteració de la seqüència d'aminoàcids de les proteïnes en qüestió pot condicionar en gran manera la funcionalitat de les gotes proteiques i dificultar la seva formació o bé la seva desagregació. També poden ser un factor regulador les mutacions en determinades molècules que contribueixen a modificar l'estat de les proteïnes (transportines nuclears, desagregases, ubiquitina-ligases, etc.).[7]

- L'envelliment cel·lular: S'ha pogut observar que, progressivament, les gotes proteiques perden la capacitat de difusió, el comportament fluid i tendeixen a formar agregats amb interaccions molt més estables. Amb l'edat –i encara de manera més accelerada si hi ha mutacions– passa a tenir lloc una transició de fase líquid-sòlid (o líquid-gel) que ja no és reversible. Aquestes estructures s'acumulen i acaben provocant el malfuncionament de la cèl·lula i la degeneració del teixit.

Aquests dos últim factors són possiblement els més rellevants, ja signifiquen que el pas del temps i la predisposició genètica fan que puguin aparèixer agregats sòlids, fibres o gels altament perjudicials per a la salut. Per això és de gran interès trobar els mecanismes a nivell molecular que puguin evitar, alentir o pal·liar aquest efecte degeneratiu –de moment comú a diverses malalties incurables– inhibint la "transició de fase aberrant" que acumula irreversiblement aquests agregats sòlids.
S'ha determinat experimentalment que modificacions puntuals com la metilació dels residus d'arginina o la manca de fosforilació poden inhibir l'agregació de certes proteïnes. S'està estudiant també l'acció de certs fàrmacs per a induir l'autofàgia i el paper de les carioferines per a descongestionar les cèl·lules d'aquests tòxics.

## Implicacions biològiques
El descobriment de les gotetes proteiques ha donat lloc a molts altres estudis que intenten trobar explicacions biològiques a alguns processos dels quals abans no es coneixia amb seguretat el mecanisme. D'aquesta manera, s'han fet estudis relacionant la formació de gotetes amb l'ARN, la seva implicació en les neurones i més concretament en el procés de sinapsi, o el seu paper en la resposta immunitària.

### ARN
En les cèl·lules, existeixen les ribonucleoproteïnes (RNP) que són molècules formades per proteïnes i àcids nucleics, en aquest cas ARN. Les RNP contenen uns fragments sense estructura definida o regions de baixa complexitat que promouen la separació de fases i, per tant, la formació de gotetes proteiques (coacervació). Tanmateix, són els dominis d'unió amb l'ARN de les ribonucleoproteïnes els que estimulen el procés. Això és degut al fet que l'ARN facilita la interacció entre proteïnes induint la formació d'aquestes estructures. A més, la coacervació de les ribonucleoproteïnes ve relacionada amb un major contingut d'aminoàcids aromàtics i de les interaccions electroestàtiques.
La propietat de les proteïnes de comportar-se com un liquid està relacionada, sembla ser, amb la formació dels grànuls de RNP i que, alhora, ve determinada per l'ARN que forma part d'aquestes proteïnes. Els grànuls de RNP estan implicats en la regulació post-transcripcional i donen lloc a un conjunt de compartiments cel·lulars sense membrana, dins del qual trobaríem estructures com els grànuls d'estrès o els cossos P (ja mencionats anteriorment en l'apartat de biogènesi de les gotetes proteiques). Al mateix temps, però, la formació de gotetes de RNP també augmenta la possibilitat que aquests acabin adoptant una estructura més estable (pateixin un procés de maduració), és a dir, acabin donant lloc a estructures fibril·lars. Aquest tipus d'estructures estan molt relacionades amb patologies neurodegeneratives.

### Gotetes neuronals

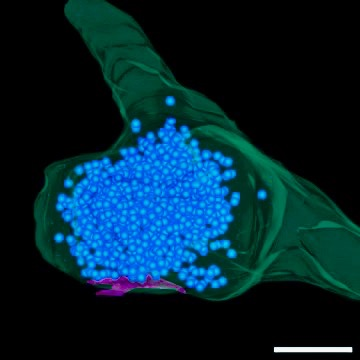
Aquesta reconstrucció en tres dimensions d'una neurona mostra com les vesícules sinàptiques s'uneixen a l'axó. En color lila es pot observar l'espai sinàptic, en verd l'axó de la neurona i en blau les vesícules que contenen els neurotransmissors al seu interior.

Per a entendre quina és la importància biològica de les gotetes proteiques a les neurones primer cal recordar uns conceptes bàsics sobre la sinapsi. A l'axó de les neurones es troben les anomenades vesícules sinàptiques, que emmagatzemen les molècules encarregades de transmetre l'impuls elèctric de neurona en neurona (els anomenats neurotransmissors). Davant d'un estímul, les vesícules deixen anar els neurotransmissors per a poder transmetre aquest impuls a la resta de cèl·lules. Tenint en compte la importància d'aquest procés és necessari que les neurones tinguin sempre vesícules sinàptiques disponibles, ja que si no n'hi haguessin no es podria transmetre l'impuls nerviós i les conseqüències serien molt greus. Però la pregunta que durant molt de temps s'han fet els científics és: com aconsegueix la neurona tenir sempre vesícules sinàptiques al seu axó? I com a resposta apareixen les gotetes proteiques.
Gràcies al microscopi electrònic s'ha pogut observar que a l'axó les vesícules sinàptiques es troben totes unides formant grans estructures. Estudis posteriors han pogut demostrar que a la superfície d'aquestes vesícules s'hi troba una proteïna, a la qual els científics han anomenat proteïna sinàptica. Sempre s'havia considerat que la sinapsi era el que unia les vesícules sinàptiques però l'aparició del concepte de goteta proteica ha fet que canviés totalment aquest concepte. Les molècules sinàptiques, que solen ser de naturalesa proteica, quan estan en contacte es comporten com a líquids i s'uneixen formant gotes. També s'ha observat que el contacte entre dos d'aquestes gotetes pot donar lloc a una única goteta més gran o fins i tot també hi ha molècules sinàptiques lliures que es poden moure entre aquestes gotetes. Quan la neurona rep un estímul aquestes estructures es trenquen per a poder alliberar els neurotransmissors.
En resum, la sinapsi té un comportament fluid que permet la formació de gotetes proteiques de molècules sinàptiques. Això representa un benefici per a l'organisme, ja que, d'aquesta manera, sempre hi ha neurotransmissors disponibles fins i tot quan la demanda és molt alta.

### Immunologia

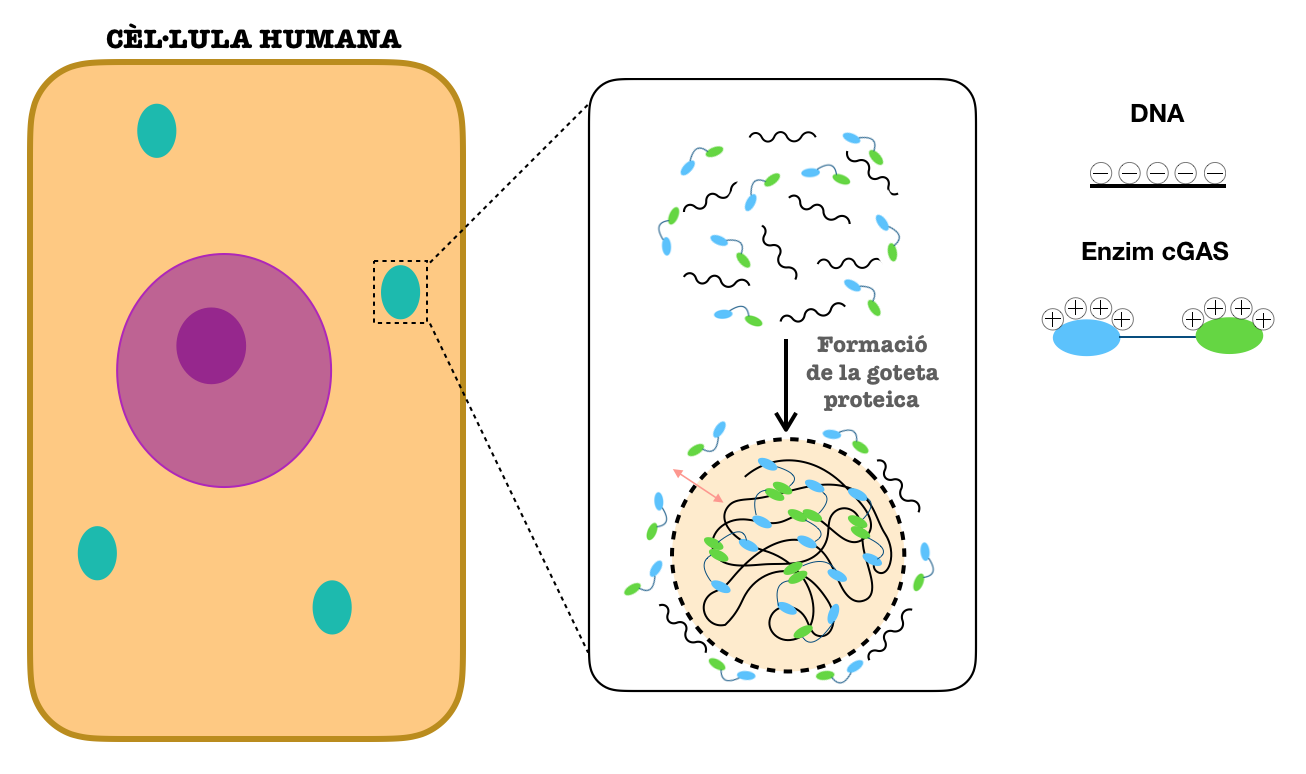
Aquesta imatge mostra de forma esquemàtica com es formen al citoplasma les gotetes proteiques a partir de molècules de DNA i de l'enzim cGAS. En un principi els dos components es troben a prop però no junts fins que finalment interaccionen i es forma la goteta proteica.

Les gotetes proteiques també tenen un paper important en la resposta immunitària de l'organisme. L'ADN es troba la majoria de les vegades en el nucli cel·lular o en els mitocondris, de manera que la seva presència al citoplasma es considera una anomalia. De fet, aquesta anomalia és un senyal que hi ha alguna alteració a la cèl·lula provocada moltes vegades per la presència d'un patogen. Les proteïnes citosòliques que s'encarreguen de detectar la presència d'ADN al citoplasma són les cGAS (Cyclic GMP-AMP synthase en anglès), que són enzims que s'activen quan detecten el DNA.

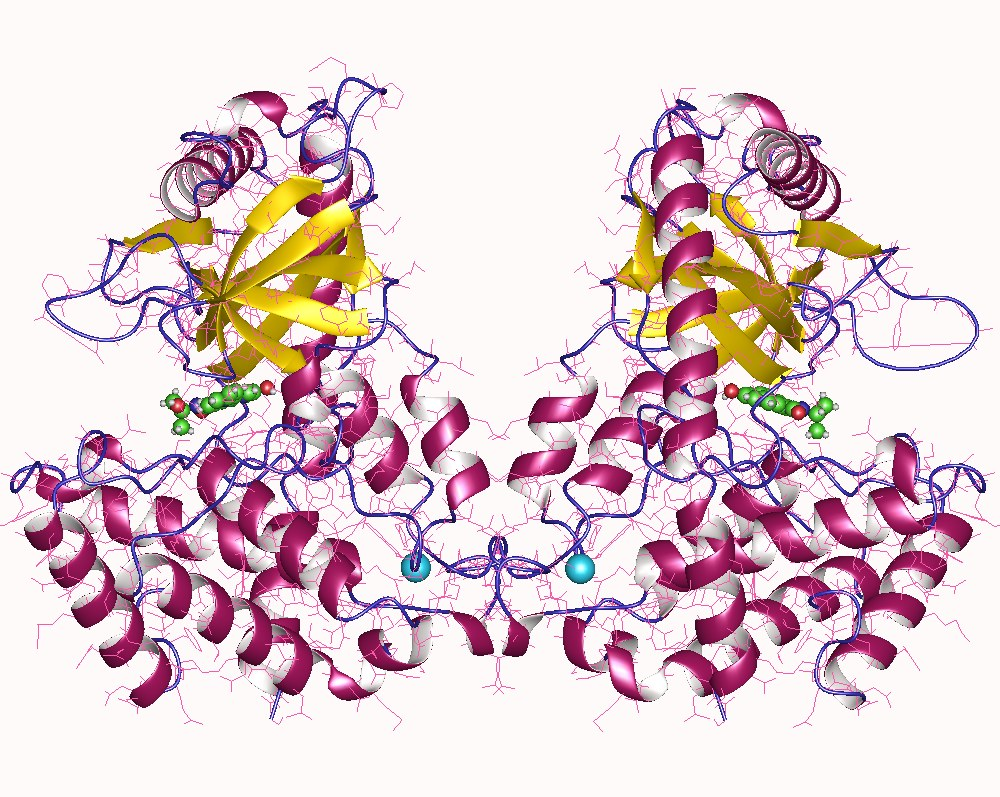
Representació en tres dimensions de l'estructura terciària de l'enzim cGAS.

El mecanisme d'acció d'aquest sensor d'ADN es basa en la formació de gotetes. Quan es produeix la unió entre les molècules d'ADN i les de cGAS, aquestes passen a tenir un comportament fluid, de manera que es formen les gotetes. S'ha demostrat que l'enzim forma aquestes estructures únicament en presència d'ADN i que ocasionalment aquests gotetes poden interaccionar i unir-se. Tenen un paper essencial en la resposta immunitària, ja que permeten a l'enzim unir-se amb tota la resta de substàncies necessàries per a generar la molècula missatgera que ha d'activar el sistema immunitari.
Normalment la formació de gotetes proteiques a partir de cGAS es realitza únicament quan és estrictament necessari, és a dir, quan hi ha una evidència real que hi ha un patogen a la cèl·lula. Però tot i això, de vegades es produeix una mala regulació d'aquest procés fet que dona lloc a greus conseqüències. Les cGAS i, per tant, el sistema immunitari en general passen a actuar sobre el DNA propi de la cèl·lula i això pot generar malalties autoimmunitàries com el lupus o l'artritis reumatoide.

## Conseqüències patològiques
S'ha observat que la goteta proteica està relacionada amb malalties neurodegeneratives. Això és degut al fet que les proteïnes a part de poder adoptar la conformació líquida –que és el seu estat més comú– en alguns casos, majoritàriament a causa de mutacions, poden formar una mena d'agregacions fibril·lars. S'ha observat que hi ha al voltant de 29 mutacions proteiques que provoquen un enduriment de les gotetes', on moltes d'aquestes proteïnes estan involucrades en malalties com l'Alzheimer, l'ELA, la demència frontotemporal, la malaltia de Huntington, etc. Per tant, s'estableix un clar lligam entre la formació d'agregacions fibril·lars de certes proteïnes i els trastrorns neurodegeneratius que aquestes produeixen.

### Tau
La proteïna tau és una proteïna que es troba unida als microtúbuls de les cèl·lules i els estabilitza. Estructuralment, és una proteïna intrínsecament desordenada i està altament carregada, de forma similar als dominis de baixa complexitat d'algunes proteïnes.
Com moltes altres proteïnes, la tau assumeix la forma líquida donant lloc a gotetes proteiques. Aquestes gotetes són molt dinàmiques i es van fusionant entre sí, fet demostrat gràcies a tècniques com el photobleaching. La tau pot formar droplets en condicions de concentracions elevades de macromolècules per tal de fomentar la nucleació de microtúbuls. També serveix per augmentar les concentracions de tubulina, ja que aquesta proteïna es fracciona en droplets per formar paquets de microtúbuls. La tubulina estimula la formació d'aquestes estructures degut a les seves cues carregades negativament, ja que estimulen la unió de tau i promouen la coacervació de dominis de microtúbuls units a tu carregats positivament. Sembla que aquests protein droplets proveeixen reserves d'alta concentració de tau a la cèl·lula que utilitzaria per estabilitzar els microtubuls quan fos necessari. S'ha observat que la separació de fases de la tau depèn també de la fosforilació. La tau forsforilada s'endureix ràpidament formant hidrogels que fomenten l'agregació de tau. A més alta concentració de tau fosforilat, més ràpidament es dona la fase de separació i es formen les gotetes.
S'ha descobert que en concentracions d'unes 1,5 micres, tau forma gotetes. Aquesta concentració és molt similar a la de les neurones cosa que indica perquè aquestes estructures abunden en aquestes cèl·lules. Es creu que les gotetes proteiques de tau en les neurones proveeixen estabilitat i plasticitat als microtúbuls de l'axó. Tanmateix, les elevades concentracions de tau formant gotetes són crítiques per a les agregacions patògenes de tau relacionades amb la malaltia d'Alzheimer.

### FUS

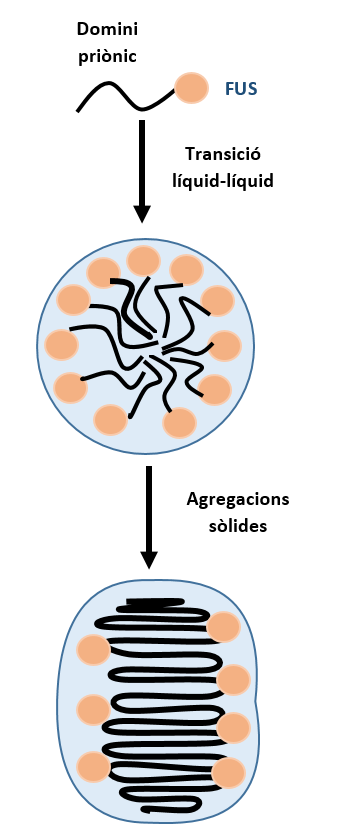
Aquesta imatge representa la formació d'agregacions proteiques del FUS

FUS és un proteïna nuclear primordial, que té la funció de regular la transcripció i la homeostasi de l'ARNm, encara que s'ha vist que també està involucrada amb certes malalties neurodegeneratives com l'ELA.
Aquesta proteïna pot establir conformació de goteta proteica i pateix transicions de fase líquida, cosa que li permet formar orgànuls transitoris sense membrana els quals són molt útils per la cèl·lula. El problema principal és que el FUS es pot condensar adoptant un estat en forma de gel que provoca l'establiment d'agregacions sòlides que són claus en el desenvolupament de trastorns neurodegeneratius. Com s'ha explicat, perquè es doni la formació de gotetes proteiques és necessari que hi hagi un domini priònic o domini de baixa complexitat. En aquest cas, es troba entre l'aminoàcid 1 i 238. Però perquè es formi la fibril·lació i, per tant, la seva agregació, ha de tenir lloc una mutació. Concretament, es dona sobretot en el FUS que es troba en el citoplasma de neurones degeneratives. Aquestes mutacions provoquen un mal plegament de la proteïna, i a més presenta una major quantitat d'àcid glutàmic que no pas d'asparagina, fet que provoca l'establiment de formes oligomèriques que resulten ser d'una gran toxicitat. No obstant això, s'ha demostrat que, perquè es doni l'agregació d'aquestes proteïnes i la transició de goteta protèica a consistència de gel, és necessari també un domini RGG en el C terminal.
Tot això acaba provocant la formació d'agregacions proteiques que són les causants de les malalties neurodegeneratives. A més, les mutacions provoquen un canvi en el domini on es troba una senyal de direccionament, de manera que el canvi en aquesta provoca una deslocalització de la proteïna en la cèl·lula. Aquest fet té una gran relació amb el grau de perillositat de la malaltia, ja que quan més deslocalitzada es trobi la proteïna, més severes seran les seves conseqüències.

### hnRNPA2
L'hnRNPA2 és una proteïna d'unió a l'ARN formada a partir del gen hnRNPA2B1. Aquesta proteïna pot patir diverses mutacions patogèniques que provoquen la formació agregacions proteiques.
Un exemple de mutació, per exemple, és la mutació del gen D290V que està associada amb certes malalties neurodegeneratives com l'ELA, com a conseqüència clara de l'establiment d'aquestes agregacions proteiques. Aquesta mutació provoca el canvi de l'àcid aspàrtic per una valina, un aminoàcid hidrofòbic, en el domini de baixa complexitat; degut a aquestes mutacions les gotetes es van agregant fins a formar les agregacions fibril·lars. Aquests agregats s'estableixen gràcies a la formació de ponts d'hidrogen i per l'establiment d'estructures beta o de fulla plegada. Principalment, la formació dels agregats és gràcies als ponts d'hidrogen, ja que en altres mutacions de la mateixa proteïna, com la p298L, associada a la malaltia de Paget, hi té lloc un canvi de prolina per un altre residu hidrofòbic. Aquest canvi impedeix la formació de ponts d'hidrogen i, per tant, es formen les agregacions, però de forma més lenta.
Per altra banda, s'han estudiat quins factors podrien modificar o controlar la pèrdua de la fase líquida de les gotetes de hnRNPA2 i l'establiment d'agregacions. Recents estudis determinen que la metilació d'arginina en els dominis de baixa complexitat del hnRNPA2 manté la proteïna soluble a concentracions molt elevades. Per tant, aquest procés de metilació és clau per regular la separació de fase i l'agregació.